# Dungan
|  | Per a altres significats, vegeu «dungans». |

El dungan o dungà és una llengua sinítica parlada pels dungans, un poble de l'Àsia central emparentat amb l'ètnia hui de la Xina.

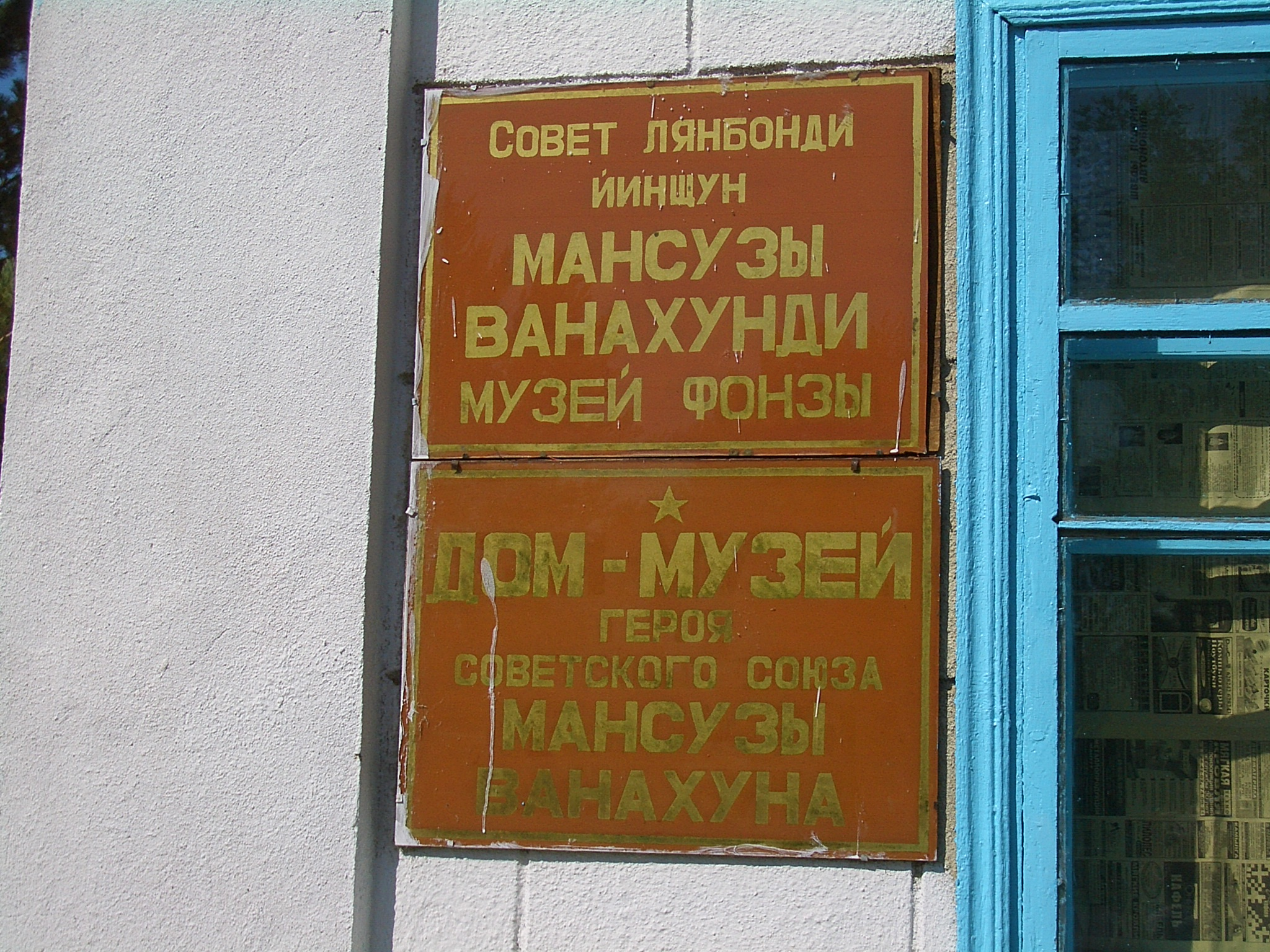
Un cartell bilingüe en dungan i en rus.

Els dungans del Kirguizstan i el Kazakhstan (amb grups més petits que viuen en altres estats postsoviètics) són els descendents de diversos grups del poble hui que van emigrar a la regió en les dècades de 1870 i 1880 després de la derrota de la revolta dungana en el nord-oest de la Xina. Els hui del nord-oest de la Xina (en endavant «dungans» o «tungani» pels escriptors occidentals del segle xix, així com per membres de les nacionalitats túrquiques a la Xina i l'Àsia central) normalment no parlen el mateix dialecte mandarí que els habitants han a la mateixa àrea (o a l'àrea on la comunitat hui en particular havia estat reassentada). Al mateix temps, a causa de la seva història única, la seva parla seria rica en terminologia islàmica o influència, sobre la base de préstecs de l'àrab, del persa i de les llengües túrquiques, així com traduccions de les mateixes al xinès. Els comerciants hui en els basars podien utilitzar nombres àrabs o perses quan parlaven entre ells, per mantenir en secret les comunicacions als transeünts han. Tot i no constituir una llengua separada, aquestes paraules, frases i girs de parla, coneguts com a Huíhuí huà (回回话, «discurs Hui»), serveixen com a marcadors de la identitat del grup. Tal com descriuen els viatgers de principis del segle xx en el nord-oest de la Xina, «els xinesos mahometans tenen en certa manera un vocabulari, i sempre un estil i una manera de parlar, que els és pròpia».